# Markku Pusenius
Markku Pusenius (* 29. Mai 1964 in Lahti) ist ein ehemaliger finnischer Skispringer.

## Werdegang
Pusenius, der 1981 in den Nationalkader aufgenommen wurde, sprang am 7. März 1981 erstmals in seiner Heimat Lahti ein Springen im Weltcup. Er beendete das Springen auf der Großschanze auf dem 14. Platz.
Bei den Junioren-Weltmeisterschaften 1982 in Murau gewann er am 3. März 1982 auf der Normalschanze die Silbermedaille. Die folgende Saison 1982/83 war die erfolgreichste Weltcup-Saison seiner Karriere. Er konnte seine Leistung stetig steigern und konnte auf der Čerťák-Großschanze in Harrachov mit je einem 2. und einem 3. Platz seine einzigen Podestplatzierungen im Weltcup erreichen. Am 12. Februar 1984 gewann er bei den Nordischen Skiweltmeisterschaften 1984 in Engelberg im Team gemeinsam mit Pentti Kokkonen, Jari Puikkonen und Matti Nykänen die Goldmedaille vor dem Team der DDR.
Bei den Olympischen Winterspielen 1984 und der damit verbundenen Weltmeisterschaften im Skispringen in Sarajevo erreichte er auf der Normalschanze am 12. Februar 1984 den 20. und auf der Großschanze am 18. Februar den 16. Platz.
Nach den Olympischen Spielen konnte er im Weltcup mit einer Ausnahme nicht über einen Platz in den Top 30 hinausspringen. Am 17. Januar 1985 gehörte er nochmals zum Aufgebot der Finnen für die Nordischen Skiweltmeisterschaften 1985 in Seefeld in Tirol. Am Ende belegte er auf der Großschanze jedoch nur den 35. Platz. Am 2. März 1986 sprang er nochmals ein Weltcup-Springen in Lahti, welches er auf dem 12. Platz beenden konnte. Im Anschluss daran beendete er seine aktive Skispringerkarriere.